# فرح بيطار
فرح بيطار (21 مايو 1989-) ممثلة ومخرجة لبنانية.

## سيرتها الفنية
درست الاخراج والتمثيل، بدايتها كانت في المسرح، ودخلت التلفزيون عبر برنامج (اربت تنحل)، شاركت بفيلم (فيتامين) لعبت دور سمر في مسلسل (تانغو).

## أعمالها

### في التلفزيون
- وين كنتي 2016-2017
- تانغو 2018
- ثورة الفلاحين 2018
- إم البنات 2018
- ما فيي الجزء الثاني 2020
- غربة 2020
- سر_التحدي الجزء الثاني 2022

### في السينما
- فيتامين 2014